# Gran Premi de Mèxic del 1964
Resultats del Gran Premi de Mèxic de la temporada 1964 de Fórmula 1, disputat al circuit de l'autòdrom Hermanos Rodríguez (Ciutat de Mèxic) el 25 d'octubre del 1964.

## Resultats
| Posició final | Número | Pilot           | Equip            | Voltes | Temps/ retirada   | Posició de sortida | Punts |
| ------------- | ------ | --------------- | ---------------- | ------ | ----------------- | ------------------ | ----- |
| 1             | 6      | Dan Gurney      | Brabham - Climax | 65     | 2h 09' 50. 32     | 2                  | 9     |
| 2             | 7      | John Surtees    | Ferrari          | 65     | + 1' 08.94 min.   | 4                  | 6     |
| 3             | 8      | Lorenzo Bandini | Ferrari          | 65     | + 1' 09.63 min.   | 3                  | 4     |
| 4             | 2      | Mike Spence     | Lotus - Climax   | 65     | + 1' 21.86 min.   | 5                  | 3     |
| 5             | 1      | Jim Clark       | Lotus - Climax   | 64     | Motor             | 1                  | 2     |
| 6             | 18     | Pedro Rodríguez | Ferrari          | 64     | + 1 Volta         | 9                  | 1     |
| 7             | 9      | Bruce McLaren   | Cooper - Climax  | 64     | + 1 Volta         | 10                 |       |
| 8             | 4      | Richie Ginther  | BRM              | 64     | + 1 Volta         | 11                 |       |
| 9             | 10     | Phil Hill       | Cooper - Climax  | 63     | Motor             | 15                 |       |
| 10            | 17     | Moisés Solana   | Lotus - Climax   | 63     | + 2 Voltes        | 14                 |       |
| 11            | 3      | Graham Hill     | BRM              | 63     | + 2 Voltes        | 6                  |       |
| 12            | 11     | Innes Ireland   | BRP - BRM        | 61     | + 4 Voltes        | 16                 |       |
| 13            | 23     | Hap Sharp       | Brabham - BRM    | 60     | + 5 Voltes        | 19                 |       |
| 14            | 15     | Chris Amon      | Lotus - BRM      | 46     | Caixa canvi       | 12                 |       |
| 15            | 5      | Jack Brabham    | Brabham - Climax | 44     | Part elèctrica    | 7                  |       |
| 16            | 14     | Mike Hailwood   | Lotus - BRM      | 12     | Escalfament       | 17                 |       |
| 17            | 22     | Jo Siffert      | Brabham - BRM    | 11     | Bomba de gasolina | 13                 |       |
| 18            | 16     | Jo Bonnier      | Brabham - Climax | 9      | Suspensions       | 8                  |       |
| 19            | 12     | Trevor Taylor   | BRP - BRM        | 6      | Escalfament       | 18                 |       |

## Altres
- Volta ràpida: Jim Clark 1' 58. 37
- Pole: Jim Clark 1' 57. 24